# Enskede gård (Stockholms tunnelbana)
Enskede gård ist eine oberirdische Station der Stockholmer U-Bahn. Sie befindet sich im gleichnamigen Stadtteil Enskede gård. Die Station wird von der Gröna linjen des Stockholmer U-Bahn-Systems bedient. Die Station gehört zu den weniger frequentierten Station des U-Bahn-Netzes. An einem normalen Werktag steigen hier 1.650 Pendler zu.
Die Station wurde am 9. September 1951 eröffnet, als der Abschnitt der Gröna linjen Gullmarsplan–Stureby in Betrieb ging. Die Station liegt zwischen den Stationen Sockenplan und Globen. Bis zum Stockholmer Hauptbahnhof sind es etwa 5,5 km.

## Reisezeit
| Linie | bis Station     | Reisezeit | bis Station                    | Reisezeit          |
| 19    | Hässelby strand | 44 min    | Gamla stan Slussen T-Centralen | 8 min 9 min 12 min |
| 19    | Hagsätra        | 12 min    | Gamla stan Slussen T-Centralen | 8 min 9 min 12 min |

## Zukunft
Es ist beschlossen, die blaue Linie von Kungsträdgården nach Södermalm und dann in zwei Ästen nach Nacka und zum Gullmarsplan zu verlängern. Der zweite Ast soll dann ab der Haltestelle Sockenplan die Strecke nach Hagsätra übernehmen. Zwischen Gullmarsplan und Sockenplan soll die alte Strecke durch eine neue und damit die Stationen Globen und Enskede gård durch eine neue Station „Slakthusområdet“ ersetzt werden.